# Virtasalmi
Virtasalmi var en kommun i landskapet Södra Savolax i Finland. Kommunen hade 1 127 invånare (2003), på en yta av 318,63 km².
Den 1 januari 2004 slogs Virtasalmi samman med Jäppilä och Pieksämäki landskommun för att bilda den nya kommunen Pieksänmaa. Pieksänmaa slogs i sin tur samman med Pieksämäki stad den 1 januari 2007.
Virtasalmi var enspråkigt finskt. Grannkommuner var Haukivuori, Jorois, Jockas, S:t Michel och Pieksämäki landskommun.

## Politik

### Mandatfördelning i Virtasalmi kommun, valen 1976–2000
| 1 | 6 | 9 | 1 |

| 1 | 5 | 9 | 2 |

| 5 | 1 | 9 | 2 |

| 5 | 1 | 10 | 1 |

| 6 | 1 | 9 | 1 |

| 5 | 12 |

| 6 | 1 | 9 | 1 |